# Red velvet (bánh ngọt)
Theo truyền thống, red velvet là loại bánh chocolate nhiều lớp có màu đỏ, nâu đỏ, đỏ thẫm hoặc đỏ tươi, chia lớp bởi lớp kem phủ bằng cream cheese hoặc ermine trắng. Công thức làm bánh truyền thống không có chất tạo màu; màu đỏ ban đầu có được từ loại ca cao không chế biến theo kiểu Hà Lan, giàu anthocyanin.
Các nguyên liệu thường gặp bao gồm buttermilk, bơ, ca cao, giấm, và bột mì. Củ dền hoặc màu thực phẩm đỏ có thể được sử dụng để tạo màu.

## Lịch sử
Bánh velvet được cho là bắt nguồn từ thời Victoria. Trong thời đại đó, họ phục vụ bánh velvet như một món tráng miệng lạ mắt. Thuật ngữ "velvet" ("nhung") là một cách mô tả được sử dụng nhằm cho người tiêu dùng biết món tráng miệng là một loại bánh mềm và mịn. Trong thời gian đó, loại bánh devil's food được giới thiệu, đó là cách mà một số người tin rằng loại bánh red velvet xuất hiện. Sự khác biệt giữa hai loại bánh là bánh devil's food sử dụng chocolate, và red velvet sử dụng ca cao.
Khi thực phẩm được chia khẩu phần trong Thế chiến II, các thợ làm bánh đã sử dụng nước ép củ dền đun sôi để tăng độ đậm màu sắc cho bánh của họ. Củ dền được tìm thấy trong một số công thức của red velvet. Củ dền đã và đang được sử dụng trong một số công thức để làm chất độn hoặc để giữ độ ẩm. Adams Extract, một công ty từ Texas, 
được cho là đã mang red velvet đến các nhà bếp trên khắp nước Mỹ trong thời kỳ Đại suy thoái, bằng việc là một trong những người đầu tiên phân phối màu thực phẩm đỏ và chiết xuất hương vị khác với việc sử dụng áp phích tại quầy thanh toán và các thẻ công thức xé rời được.
Bánh và công thức ban đầu của nó nổi tiếng ở Hoa Kỳ từ Khách sạn Waldorf-Astoria nổi tiếng của thành phố New York, nơi nó được mệnh danh là bánh Waldorf-Astoria. Tuy nhiên, nó được coi là một công thức tới từ miền Nam. Theo truyền thống, red velvet được phủ với kem bơ roux kiểu Pháp (còn gọi là kem phủ ermine), rất nhẹ và mịn, nhưng tốn nhiều thời gian để chuẩn bị. Kem phủ từ pho mát kem (cream cheese) cũng như từ kem bơ là những biến thể ngày càng phổ biến.
Tại Canada, loại bánh này là một món tráng miệng nổi tiếng trong các nhà hàng và tiệm bánh của chuỗi cửa hàng bách hóa Eaton's vào những năm 1940 và 1950. Được quảng bá như một công thức độc quyền của Eaton, với những nhân viên biết công thức tuyên thệ giữ im lặng, nhiều người đã lầm tưởng rằng chiếc bánh là phát minh của bà chủ cửa hàng bách hóa, Lady Eaton.
Trong những năm gần đây, các loại bánh red velvet cũng như các loại red velvet cupcake trở nên ngày càng phổ biến tại Hoa Kỳ và nhiều nước châu Âu khác. Việc tái phổ biến trở lại của loại bánh này được một số người cho là bắt nguồn từ bộ phim Steel Magnolias (1989), trong đó có một chiếc bánh cưới red velvet cho chú rể (groom's cake) với hình dáng một con trút. Magnolia Bakery ở Manhattan đã phục vụ món bánh này kể từ khi khai trương vào năm 1996, cũng như các nhà hàng nổi tiếng với phong cách ẩm thực miền Nam Hoa Kỳ như Amy Ruth's ở Harlem, khai trương năm 1998. Năm 2000, Cake Man Raven đã mở một trong những tiệm bánh đầu tiên dành cho loại bánh này ở Brooklyn.

## Nguyên liệu
Nguyên liệu tạo nên red velvet thay đổi khác nhua tùy thuộc vào thời đại và vùng miền trên thế giới. Tài liệu tham khảo của James Beard, American Cookery (1972), mô tả ba loại bánh red velvet khác nhau theo lượng mỡ trừu (shortening), bơ, và dầu thực vật, tất cả đều dùng màu thực phẩm đỏ. Phản ứng của giấm có tính axit và buttermilk có xu hướng giúp anthocyanin đỏ trong ca cao tiết ra nhiều hơn và giữ cho bánh ẩm, nhẹ và mịn. Cách nhuộm màu tự nhiên này có thể là nguồn gốc của tên gọi "red velvet" ("nhung đỏ"), cũng giống như "devil's food cake" ("thức ăn của quỷ") và các tên gọi bánh chocolate tương tự. Ngày nay, chocolate thường trải qua quá trình chế biến kiểu Hà Lan, điều này ngăn trở sự thay đổi màu sắc của anthocyanin. Một quá trình tái cấu trúc đã diễn ra với red velvet ban đầu liên quan đến việc giảm thiểu hoặc loại bỏ giấm và chất tạo màu, và sử dụng ca cao không chế biến theo kiểu Hà Lan để cung cấp độ axit và màu sắc cần thiết.

## Các biến thể
Ngoài nhiều biến thể của red velvet, còn có nhiều sản phẩm có hương vị giống như red velvet, bao gồm bột protein, trà, các loại latte, Pop-Tarts, bánh quế và đồ uống có cồn. Mùi hương của bánh cũng được sử dụng cho nến và xịt thơm phòng. Đối với các hạn chế về chế độ ăn uống, chẳng hạn như những người bị dị ứng và nhạy cảm với các thành phần, cũng có các biến thể dành cho người ăn kiêng thuần chay, không gluten và không chứa sữa.